# 엘리트 익스트림 컴뱃
엘리트 익스트림 컴뱃(Elite Xtreme Combat, EliteXC)은 미국에 기반을 둔 종합격투기 단체이다. 쇼타임 네트워크와 프로엘리트 간의 업무 제휴로 설립되었으며, 캘리포니아주 로스 앤젤레스에 본부를 두고 있다. 첫 대회는 2007년 2월 10일에 미시시피주 Southaven 디소토 시민 회관에서 열렸고, 그 메인 이벤트는 프랭크 샴락과 헨조 그레이시의 대결이었다.
2007년 8월 17일에는 대한민국의 스피릿 MC에 400만 달러를 투자하기로 하고 업무 조인식을 맺었다.
2008년말 라이벌 단체 스트라이크포스에 인수합병되었다.

## 현재 챔피언
| 체급   | 체중 조건           | 챔피언      | 타이틀 획득 날짜와 대회                           |
| ------ | ------------------- | ----------- | ------------------------------------------------- |
| 미들급 | 77kg 이상 84kg 미만 | 무릴로 후아 | 2007년 6월 22일 (스트라이크포스: 샴락 vs. 바로니) |

## 같이 보기
- 종합격투기의 체급

## 참조
1. ↑  Press Release, PRO ELITE LAUNCHES ELITE XTREME COMBAT ON SHOWTIME[깨진 링크(과거 내용 찾기)] - EliteXC
2. ↑  美엘리트XC-스피릿MC, 400만달러 투자-협력 약속 - 마이데일리